# Antoine Le Berre
Antoine Le Berre est un joueur international français de rink hockey né le 4 mars 1996. Il évolue au SA Mérignac.

## Palmarès
En 2017, il participe à la coupe des Nations au sein de la sélection française. 

## Liens Externes
- Fiche joueur